# Белу, Руй
Руй Белу (порт.  Ruy de Moura Belo, 27 февраля 1933, Сан-Жуан-ла-Рибейра, муниципалитет Риу-Майор — 8 августа 1978, Келуш) — португальский поэт и эссеист, видный представитель христианского экзистенциализма.

## Биография
Учился на юридическом факультете Коимбрского, а затем Лиссабонского университета (1952—1956), стал членом Опус Деи. Изучал каноническое право в Папском университете святого Фомы Аквинского в Риме. Защитил диссертацию по теме Художественная литература и церковная цензура на материале немецкой словесности. Вернувшись в Португалию, возглавлял отдел в Министерстве образования, преподавал португальский в Мадриде. Переводил прозу Сент-Экзюпери и Сандрара, стихи Борхеса, драмы Гарсиа Лорки. Сотрудничал с оппозиционным издательством Dom Quixote, основанным Сну Абекассиш.
Двухтомное собрание его стихотворений было опубликовано в 2001.

## Произведения

### Поэзия
- Aquele Grande Rio Eufrates (1961)
- O Problema da Habitação — Alguns Aspectos (1962)
- Boca Bilingue (1966)
- Homem de Palavra(s) (1969)
- País Possível (1973)
- Transporte no Tempo (1973)
- A Margem da Alegria (1974)
- Toda a Terra (1976)
- Despeço-me da Terra da Alegria (1978)

### Эссе
- Poesia Nova (1961)
- Na Senda da Poesia (1969)

## Признание
Гранд-офицер Ордена Сантьяго (1991, посмертно). Статуя поэта воздвигнута в Парке поэтов в г. Оэйраш.